# Julio Silva (cantante)
Julio Silva (Buenos Aires, 1971-ibídem, 14 de junio de 2004) fue un actor y cantante de cumbia argentino.

## Carrera
Silva comenzó su profesión de actor al entrar en un casting para participar de una telenovela. Encarnó el papel de "José Siracusa" en Señorita maestra en 1983 protagonizada por Cristina Lemercier, en el rol de Jacinta Pichimauida.
Este personaje fue tan popular en su tiempo por su personalidad rebelde y travieso a tal punto que estuvo representado en la canción De puro pillo que Lemercier grabó en ese mismo año para el long play homónimo del ciclo televisivo.
Luego de presentarse a otros castings sin éxito entre ellos el de Socorro, quinto año,
trabajó en diferentes rubros, alejado unos años de la TV. Luego volvió junto a su compañero Rodríguez ("Cirilo Tamayo" en Señorita maestra) a la televisión esta vez como cantante de música romántica en un grupo llamado Cirilo y Siracusa: Los románticos de siempre presentándose en el programa de cable Talento musicales, en el cual Silva era el vocalista principal y Rodríguez la segunda voz y percusionista.

## Tragedia y fallecimiento
Julio Silva murió el 14 de junio de 2004, tras ser baleado en la avenida Córdoba al 4500 entre Aráoz y Scalabrini Ortiz, luego de un intento de asalto a un maxikiosco que terminó con dos delincuentes abatidos, entre ellos un expolicía, y un kiosquero herido. La causa quedó caratulada como tentativa de robo, asalto a mano armada, atentado y resistencia a la autoridad, disparo de arma de fuego, homicidio y lesiones. Para la justicia, el policía y cabo primero Ricardo Maldonado actuó en legítima defensa cuando mató a Silva y al expolicía federal Marcelo Sosa. En 2011, el exactor, expolicía y cantante, Fabián Marcelo Rodríguez, fue condenado a cuatro años de prisión como coautor por el delito de robo, debido a que fue él quien proveyó el arma con la que Silva y el cómplice intentaron asaltar el mencionado maxikiosco.
Sus restos descansan en el cementerio Parque Jardín de Berazategui. Tenía 33 años.